# Ruodlieb
Ruodlieb – powieść poetycka w języku łacińskim z 1 poł. XI w. Napisana została prawdopodobnie przez mnicha z Tegernsee i zawiera szereg słów greckich oraz elementów stylistyki germańskiej. Liczy ok. 2300 wierszy. Tytułowy bohater przedstawiony jako prawy rycerz chrześcijański, szukający szczęścia na obczyźnie, spotyka podczas swej wędrówki przedstawicieli niemal ze wszystkich warstw feudalnego społeczeństwa. Utwór ten jest odzwierciedleniem ówczesnej rzeczywistości; autor czerpie motywy ze skarbnicy ludowych opowieści i baśni, żyjących w przekazie ustnym